# Крекінг-установка у Джубайлі (Saudi Kayan)
Крекінг-установка у Джубайлі (Saudi Kayan) — нафтохімічне виробництво у центрі нафтопереробної та нафтохімічної промисловості Саудівської Аравії Джубайлі, яке належить Saudi Kayan Petrochemical Company.
Введений в експлуатацію у 2011 році комплекс Saudi Kayan Petrochemical включав установку парового крекінгу, здатну продукувати 1480 тисяч тонн етилену, 630 тисяч тонн пропілену та 109 тисяч тонн бензолу на рік. У 2017-му замовили модернізацію комплексу, яка повинна збільшити виробництво етилену на 93 тисячі тон.
Як і більшість інших саудійських піролізних виробництв, установка споживає зріджені вуглеводневі гази, проте вирізняється тим, що до 85 % сировини становить бутан. Первісно він міг надходити по системі Джуайма – Джубайль, до якої з кінця 2010-х приєдналась система Васіт – Джубайль. Крім того, на виробництві Saudi Kayan також піддають піролізу етан, що постачається по етанопроводу  Джуайма/Беррі – Джубайль та все тій же Васіт – Джубайль. В подальшому і етан, і пропан зможуть надходити по системам Танаджиб – Джубайль (з середини 2020-х) та Ріяс – Джубайль (з другої половини 2020-х).
Отриманий на установці етилен використовується для продукування поліетилену (700 тисяч тонн), етиленгліколю (560 тисяч тонн) та оксиду етилену (550 тисяч тон, при цьому замовлена в 2017-му модернізація також передбачала збільшення виробництва оксиду етилену на 61 тисячу тон).
Що стосується пропілену, то його потребують:
- завод поліпропілену потужністю 350 тисяч тонн;
- виробництво фенолу (потрібен для подальшого продукування 240 тисяч тонн бісфенолу-А) і ацетону (140 тисяч тонн);
- запущений у 2015 році завод бутанолу потужністю 341 тисяча тонн.
Найбільшим учасником проекту з часткою у 35 % стала нафтохімічна корпорація SABIC (володіє у тому ж Джубайлі іншими піролізними виробництвами через компанії Petrokemya, Kemya, Sharq), ще 20 % отримала Saudi Kayan, а 45 % розповсюдили на біржі.